# 2005년 대한민국
이 문서는 2005년 대한민국에서 일어난 사건을 다룬다.

## 재임자
제6공화국 (참여 정부)
- 대통령 : 노무현
- 국무총리 : 이해찬